# Sabbatopferlieder

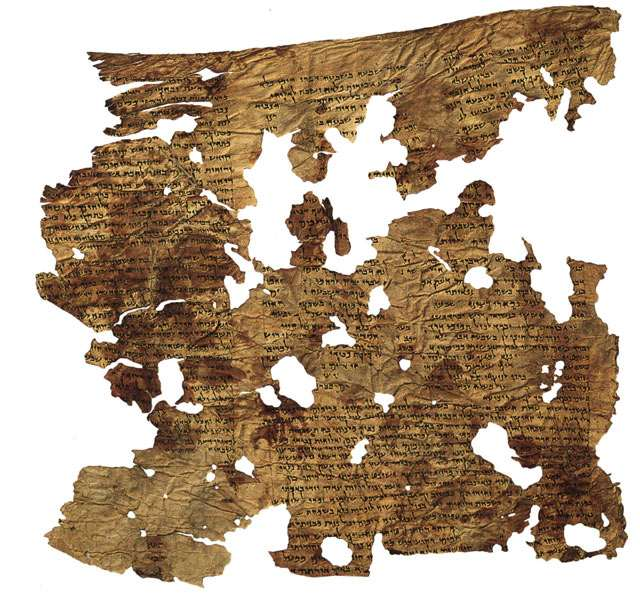
4Q403

Die Sabbatopferlieder (hebräisch: Shirot 'Olat HaShabbat; englisch: Songs of the Sabbath Sacrifice) sind antike liturgische Texte in hebräischer Sprache, die unter den Schriftrollen vom Toten Meer in mehreren Exemplaren vorkommen. Das spricht für eine Beliebtheit dieses Werks, wobei in der Forschung diskutiert wird, ob es in Qumran entstanden ist und die Anschauungen des Jachad ausdrückt oder nicht.

## Manuskripte
Man unterscheidet neun Manuskripte, die aus den Höhlen nahe Qumran stammen (4Q400-4Q407; 11Q17), und ein Manuskript aus Masada (Mas1k). Am besten erhalten ist 4Q405; diesem Manuskript werden insgesamt 105 in Höhle 4Q gefundene Fragmente zugeordnet. Hier eine Übersicht der Abkürzungen und paläografischen Datierungen:
| Handschrift | alternative Bezeichnung | Datierung (ungefähr: kursiv) | Anzahl Fragmente |
| ----------- | ----------------------- | ---------------------------- | ---------------- |
| 4Q400       | 4QShirShabba            | 70–50 v. Chr.                | 7                |
| 4Q401       | 4QShirShabbb            | 25 v. Chr.                   | 38               |
| 4Q402       | 4QShirShabbc            | 25 v. Chr.                   | 12               |
| 4Q403       | 4QShirShabbd            | 30–1 v. Chr.                 | 3                |
| 4Q404       | 4QShirShabbe            | 50–25 v. Chr.                | 25               |
| 4Q405       | 4QShirShabbf            | 75–50 v. Chr.                | 105              |
| 4Q406       | 4QShirShabbg            | undatiert                    | 5                |
| 4Q407       | 4QShirShabbh            | 75–50 v. Chr.                | 2                |
| 11Q17       | 11QShirShabb            | 30 v. Chr.–50 n. Chr.        | 42               |
| Mas1k       | MasShirShabb            | 20–50 n. Chr.                | 1                |

## Inhalt
Nach Vorarbeiten von John Strugnell (er prägte den Namen Sabbatopferlieder) legte Carol Ann Newsom 1985 eine Rekonstruktion des Textes vor, die seine Interpretation seither maßgeblich bestimmt. Demnach handelt es sich um einen liturgischen Zyklus von 13 Kompositionen, die den ersten 13 Sabbaten des Jahres (bzw. dem ersten Quartal) zugeordnet sind. Das 7. Lied bildet das Zentrum dieses Zyklus und wird von zwei einander ähnlichen Liedern (6 und 8) gerahmt. Die ersten fünf Lieder beschreiben die Einsetzung von priesterlichen Engelwesen, die letzten fünf Lieder das himmlische Heiligtum. Auffällig ist, dass die Engel priesterliche Aufgaben haben. Carol Ann Newsom erwägt deshalb, ob die Sabbatopferlieder ursprünglich aus Kreisen Jerusalemer Priester stammten, die sich damit auf ihre kultischen Aufgaben einstimmten oder ihre kollektive Identität festigten. Für Priester in der Qumran-Gemeinde, die den Tempel in Jerusalem für entweiht hielten, konnte die Lektüre ein Ersatz für die Teilnahme am Tempelkult sein. Im Zentrum (Lied 7) werden die architektonischen Elemente des himmlischen Tempels selbst als lebendige, Gott lobpreisende Wesenheiten imaginiert.
„Die Wiederholungen und die gestelzte Ausdrucksweise in der Beschreibung des himmlischen Kultes haben den Effekt, den Betenden in die Szene mit aufzunehmen.“ Daniel Stökl Ben Ezra vergleicht diese Texte mit Mantren. Sie versetzten den Leser in die Gemeinschaft mit den Engeln; er imaginierte sich dabei aber nicht selbst als Engelwesen. Ob die Sabbatopferlieder im Kult der Qumrangemeinde in irgendeiner Form aufgeführt wurden und ob eine solche Rezitation die Funktion hatte, Opfer im Jerusalemer Tempel zu ersetzen, ist spekulativ.

## Textausgaben
- Discoveries in the Judaean Desert, Band 11: E. Eshel u. a., mit J. VanderKam, M. Brady: Qumran Cave 4.VI – Poetical and Liturgical Texts, Part 1. Clarendon, Oxford 1998, S. 173–401 (orion.mscc.huji.ac.il).
- The Dead Sea Scrolls. Hebrew, Aramaic, and Greek Texts with English Translations. Band 4b: Angelic Liturgy: Songs of the Sabbath Sacrifice. Hrsg. by James H. Charlesworth, Carol A. Newsom, H. W. Rietz u. a., Mohr Siebeck, Tübingen 1998.
- Carol Ann Newsom: Songs of the Sabbath Sacrifice: A Critical Edition (= Harvard Semitic Studies. Band 27). Brill, Leiden 1985.
- James R. Davila: Liturgical Works (= Eerdmans Commentaries on the Dead Sea Scrolls). Eerdmans, Grand Rapids 2000, S. 83–167.

### Überblick
- Géza G. Xeravits, Peter Porzig: Einführung in die Qumranliteratur (De Gruyter Studium). Walter de Gruyter, Berlin/Boston 2015. ISBN 978-3-11-034975-7. (abgerufen über De Gruyter Online)
- Daniel Stökl Ben Ezra: Qumran. Die Texte vom Toten Meer und das antike Judentum. Mohr Siebeck, Tübingen 2016. ISBN 978-3-8252-4681-5.
- Carol A. Newsom: Songs of the Sabbath Sacrifice. In: Lawrence H. Schiffman, James C. VanderKam (Hrsg.): Encyclopedia of the Dead Sea Scrolls. Oxford University Press, Oxford / New York 2000.

### Einzeluntersuchungen
- Elisabeth Hamacher: Die Sabbatopferlieder im Streit um Ursprung und Anfänge der Jüdischen Mystik. In: Journal for the Study of Judaism 27/2 (1996), S. 119–154.
- Christian Stettler: Astronomische Vorstellungen in den Sabbatopferliedern. In: Jörg Frey, Michael R. Rost (Hrsg.): Gottesdienst und Engel im antiken Judentum und frühen Christentum. Mohr Siebeck, Tübingen 2017, S. 99–117.
- Holger Gzella: Beobachtungen zur Angelologie der Sabbatopferlieder im Spiegel ihrer theologiegeschichtlichen Voraussetzungen. In: Ephemerides theologiae Lovanienses 78/4 (2002), S. 469.
- Anna Maria Schwemer: Gott als König und seine Königsherrschaft in den Sabbatliedern aus Qumran. In: Martin Hengel, Anna Maria Schwemer (Hrsg.): Königsherrschaft Gottes und himmlischer Kult im Judentum, Urchristentum und in der hellenistischen Welt. Mohr Siebeck, Tübingen 1991, S. 45–118.